# Jean-Noël Tassez
Jean-Noël Tassez, né le 18 mars 1956 à Dornecy (Nièvre) et mort le 2 octobre 2015 à Paris, est un journaliste et homme d'affaires français.

## Biographie
Ancien journaliste communiste, il est le rédacteur en chef de La Marseillaise de 1982 à 1986. Il est président de la Sofirad de 1994 à 1995 et directeur de RMC, ainsi que président de RMC Moyen-Orient de décembre 1994 à décembre 1995.
Il dirige ensuite une entreprise spécialisée dans la communication et l'influence : Astorg Conseil. Il était notamment le conseiller en communication du président gabonais Omar Bongo.

### Angolagate
Jean-Noël Tassez porte plainte[Quand ?] contre Yves Bertrand, après avoir appris que son nom figurait dans les notes de l'ancien directeur des Renseignements généraux. Jean-Noël Tassez est condamné dans l'affaire dite de l'Angolagate, pour avoir accepté 1 million de francs du sulfureux homme d'affaires Pierre Falcone, à la suite de dettes de jeux contractées au Casino d'Enghien-les-Bains.

### Vie privée
Jean-Noël Tassez est, jusqu'à sa mort, le compagnon de l'actrice Charlotte Rampling.

### Mort
Il meurt d'un cancer à l'âge de 59 ans le 2 octobre 2015 à l'hôpital Georges-Pompidou à Paris,. Il est crématisé le 9 octobre au Père-Lachaise.